# Nino
Nino, właśc. Juan Francisco Martínez Modesto (ur. 10 czerwca 1980 w Verze) – hiszpański piłkarz grający na pozycji napastnika w Elche CF.

## Kariera klubowa
Nino swoją piłkarską karierę rozpoczął w klubie Elche CF, któremu jeszcze w pierwszym sezonie pomógł awansować z trzeciej ligi w 1999 roku. W następnym sezonie zadebiutował w Segunda División, zaliczył wówczas 16 meczów i dwa gole.
Po skompletowaniu 20 bramek w sezonie 2004–2005, Nino zadebiutował w La Liga w sezonie 2006–2007, dołączając do ekipy Levante UD. Jednakże, we wspomnianym sezonie zdołał popisać się tylko jednym trafieniem, w przegranym 2-1 pojedynku z CA Osasuną (20 grudnia 2006).
Nino powrócił do Segunda División na sezon 2007–2008, ponieważ został wypożyczony do CD Tenerife i zakończył sezon z 18 golami na koncie, co było drugim najlepszym wynikiem w rozgrywkach - lepszy był tylko Yordi z Xerez CD. Dobra dyspozycja pozwoliła mu zostać na stałe na Heliodoro Rodríguez López. Snajper podpisał z tym klubem trzyletnią umowę.
Sezon później Nino był już najlepszym strzelcem drugiej ligi, głównie dzięki jego trafieniom zespół wywalczył awans do La Liga po siedmiu latach gry na zapleczu. Bramki CD Tenerife w następnym roku ponownie były głównym udziałem Nino (18 kwietnia 2010 zdobył hat-tricka w rywalizacji przed własną publicznością z Getafe CF, 3-2), to nie pozwoliło aczkolwiek drużynie w utrzymaniu się w najwyższej klasie rozgrywkowej Hiszpanii.
W 2011 roku przeszedł do CA Osasuna.

## Osiągnięcia
Indywidualne
- Segunda División: Segunda División (2008/2009) Trofeo Pichichi